# Digitaria cognata
Digitaria cognata là một loài thực vật có hoa trong họ Hòa thảo. Loài này được (Schult.) Pilg. mô tả khoa học đầu tiên năm 1940.